# Alexander Shustov
Alexander Shustov (Karagandá, Kazajistán, 29 de junio de 1984) es un atleta ruso de origen kazajo, especialista en la prueba de salto de altura en la que llegó a ser campeón europeo en 2010.

## Carrera deportiva
En el Campeonato Europeo de Atletismo de 2010 ganó la medalla de oro en el salto de altura, con un salto por encima de 2.33 metros, superando a su compatriota Ivan Ukhov (plata con 2.31 m) y al británico Martyn Bernard (bronce con 2.29 metros).